# Араби (Џорџија)
Араби (енгл. Arabi) град је у америчкој савезној држави Џорџија. По попису становништва из 2010. у њему је живело 586 становника.

## Демографија
Према попису становништва из 2010. у граду је живело 586 становника, што је 130 (28,5%) становника више него 2000. године.
| Група             | 2000.       | 2010.       |
| Белци             | 341 (74,8%) | 447 (76,3%) |
| Афроамериканци    | 111 (24,3%) | 134 (22,9%) |
| Азијати           | 4 (0,9%)    | 0 (0,0%)    |
| Хиспаноамериканци | 0 (0,0%)    | 1 (0,2%)    |
| Укупно            | 456         | 586         |